# Daiki Kameda
Daiki Kameda (jap. 亀田大毅 Kameda Daiki; ur. 6 stycznia 1989 w Osaka) – japoński bokser, były zawodowy mistrz świata wagi muszej (do 112 funtów) organizacji WBA. Brat boksera Kōki Kamedy.
Karierę zawodową rozpoczął 26 lutego 2006. Do lipca 2007 stoczył 10 walk, wszystkie wygrywając.
11 października 2007 stanął przed szansą walki o tytuł mistrza świata WBC w wadze muszej. Przegrał wyraźnie z broniącym tytułu rodakiem Daisuke Naitō.
Po pięciu wygranych pojedynkach otrzymał kolejną szansę walki o tytuł mistrza świata w wadze muszej tym razem federacji WBA. 6 października 2009 po wyrównanym pojedynku został pokonany niejednogłośnie na punkty przez Taja Denkaosana Kaovichita, który zachowa tytuł.
7 lutego 2010 w Kobe doszło do pojedynku rewanżowego z Denkaosanem. Kameda zwyciężył jednogłośnie na punkty i został nowym mistrzem świata. W pierwszej obronie tytułu, 25 września, pokonał niejednogłośnie na punkty byłego mistrza świata w tej kategorii wagowej Takefumi Sakatę (Japonia). W kolejnej walce, 26 grudnia, zwyciężył po wyrównanej walce niejednogłośnie na punkty Silvio Olteanu (Rumunia).
W styczniu 2011 podjął decyzję o rezygnacji z tytułu i przeszedł do wyższej kategorii. Po zdobyciu tytułu WBA International w wadze junior koguciej, 7 grudnia, stanął do walki z Tepparithem Kokietgymem o tytuł mistrza WBA w tej kategorii. Pierwotnie miała to być walka o tytuł mistrza tymczasowego jednak ze względu na przewlekłą kontuzję Tomonobu Shimizu został on w listopadzie pozbawiony tytułu a Tepparith awansował na mistrza regularnego. Po zaciętym pojedynku jednogłośnie na punkty wygrał Tepparith i zachował pas mistrzowski.